# Abbott și Costello contra mumiei
Abbott and Costello Meet the Mummy este un film de groază-comedie britanic din 1955 regizat de Charles Lamont, cu actorii Abbott și Costello în rolurile principale.

## Rezumat
Doi americani care sunt blocați în Cairo, Egipt. La un moment dat, se întâmplă să-l audă pe doctorul Gustav Zoomer discutând despre mumia lui Klaris, gardianul Mormântului Prințesei Ara. Se pare că mumia are un medalion sacru care arată unde poate fi găsită comoara Prințesei Ara. Adepții lui Klaris, în frunte cu Semu, aud conversația împreună cu doamna Rontru, o femeie de afaceri interesată să fure comoara Prințesei Ara.
Abbott și Costello se duc la casa doctorului pentru a se angaja ca însoțitori ai mumiei spre America. Cu toate acestea, doi dintre oamenii lui Semu, Iben și Hetsut, îl ucid pe doctor și fură mumia chiar înainte de sosirea lui Abbott și Costello. Totuși, medalionul a fost lăsat în urmă și este găsit de Abbott și Costello, care încearcă să-l vândă. Doamna Rontru le oferă 100 de dolari, dar Abbott bănuiește că valorează mult mai mult și îi cere 5.000 de dolari, Rontru este de acord să îi plătească. Ea le spune să se întâlnească cu ea la Cairo Café, unde Abbott și Costello află de la un chelner că medalionul este blestemat. Încearcă frenetic să-l dea unul altuia, până când ajunge în hamburgerul lui Costello și el îl înghite. Sosește Rontru și îi târăște într-un cabinet pentru a arunca o privire la medalion sub fluoroscop. Cu toate acestea, ea nu poate citi instrucțiunile inscripționate ale medalionului, care sunt hieroglife. Semu sosește, dându-se arheolog, și se oferă să-i călăuzească pe toți la mormânt. Între timp, adepții lui Semu l-au adus la viață pe Klaris.
Ei ajung la mormânt, unde Costello află de planurile lui Semu de a-i ucide pe toți. Rontru îl prinde pe Semu, iar unul dintre oamenii ei, Charlie, se deghizează în mumie și intră în templu. Abbott se deghizează și el în mumie, apoi el și Costello îl salvează pe Semu. În cele din urmă, toate cele trei mumii sunt în același loc în același timp, iar dinamita pe care Rontru intenționează să o folosească pentru a dezgropa comoara detonează, omorându-l pe Klaris și dezvăluind comoara. Abbott și Costello îl convin pe Semu să transforme templul într-un club de noapte pentru a păstra legenda lui Klaris, iar cei trei criminali care au vrut să fure comoara sunt probabil arestați.

## Distribuție
- Bud Abbott - el însuși
- Lou Costello - el însuși
- Marie Windsor - doamna Rontru
- Michael Ansara - Charlie
- Dan Seymour - Josef
- Richard Deacon - Semu
- Kurt Katch - Dr. Gustavo Zoomer
- Richard Karlan - Hetsut
- Mel Welles - Iben

## Vezi si
- Listă de filme de groază din anii 1950
- Listă de filme cu mumii

## Legături externe
- Abbott și Costello contra mumiei la Internet Movie Database
- Abbott și Costello contra mumiei la TCM Movie Database
- Abbott și Costello contra mumiei la Allmovie